# Vigy
 Vigy  es una población y comuna francesa, en la región de Lorena, departamento de Mosela, en el distrito de Metz-Campagne y cantón de Vigy.

## Demografía
| 766 | 930 | 984 | 1123 | 1172 | 1278 |
| Para los censos de 1962 a 1999 la población legal corresponde a la población sin duplicidades (Fuente: INSEE [Consultar]) |     |     |      |      |      |

## turismo

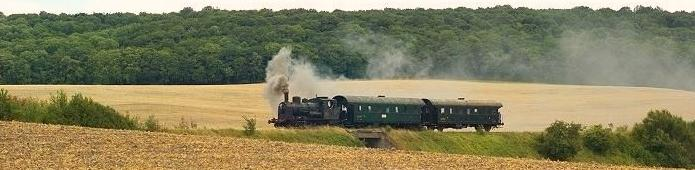
Tren en Vigy.

- Laberinto
- Tren turístico

## Ciudades hermanadas
- Mussidan  Francia
- Sourzac  Francia

### Filmografía
- La Vie et rien d’autre, Bertrand Tavernier
- Je m’appelle Victor, Guy Jacques